# Лихулешти (Горж)
Лихулешти (рум. Lihulești) насеље је у Румунији у округу Горж у општини Берлешти. Oпштина се налази на надморској висини од 337 m.

## Становништво
Према подацима из 2002. године у насељу је живело 873 становника, од којих су сви румунске националности.